# Take the crown
Take the crown is het negende studioalbum van de Britse singer-songwriter Robbie Williams uit 2012. Het album verscheen op 2 november 2012 en een week later kwam het op nummer 1 binnen in de Nederlandse Album Top 100. Het werd Williams vijfde nummer 1-album in de Nederlandse albumlijst. Als voorloper op het album werd op 10 september 2012 de single Candy uitgebracht.

## Tracklist
| 1.                 | Be a boy            | 4:40 |
| 2.                 | Gospel              | 4:22 |
| 3.                 | Candy               | 3:21 |
| 4.                 | Different           | 4:51 |
| 5.                 | Shit on the radio   | 2:50 |
| 6.                 | All that I want     | 2:38 |
| 7.                 | Hunting for you     | 3:58 |
| 8.                 | Into the silence    | 4:49 |
| 9.                 | Hey wow yeah yeah   | 2:52 |
| 10.                | Not like the others | 4:15 |
| 11.                | Losers (met Lissie) | 4:09 |
| Totale duur: 42:45 |                     |      |

## Hitnoteringen

### NederlandseAlbum Top 100
| Hitnotering (week 1 t/m 21): 10-11-2012 t/m 30-03-2013 Hitnotering (week 22): 18-05-2013 Hitnotering (week 23): 01-06-2013 | Hitnotering (week 1 t/m 21): 10-11-2012 t/m 30-03-2013 Hitnotering (week 22): 18-05-2013 Hitnotering (week 23): 01-06-2013 | Hitnotering (week 1 t/m 21): 10-11-2012 t/m 30-03-2013 Hitnotering (week 22): 18-05-2013 Hitnotering (week 23): 01-06-2013 | Hitnotering (week 1 t/m 21): 10-11-2012 t/m 30-03-2013 Hitnotering (week 22): 18-05-2013 Hitnotering (week 23): 01-06-2013 | Hitnotering (week 1 t/m 21): 10-11-2012 t/m 30-03-2013 Hitnotering (week 22): 18-05-2013 Hitnotering (week 23): 01-06-2013 | Hitnotering (week 1 t/m 21): 10-11-2012 t/m 30-03-2013 Hitnotering (week 22): 18-05-2013 Hitnotering (week 23): 01-06-2013 | Hitnotering (week 1 t/m 21): 10-11-2012 t/m 30-03-2013 Hitnotering (week 22): 18-05-2013 Hitnotering (week 23): 01-06-2013 | Hitnotering (week 1 t/m 21): 10-11-2012 t/m 30-03-2013 Hitnotering (week 22): 18-05-2013 Hitnotering (week 23): 01-06-2013 | Hitnotering (week 1 t/m 21): 10-11-2012 t/m 30-03-2013 Hitnotering (week 22): 18-05-2013 Hitnotering (week 23): 01-06-2013 | Hitnotering (week 1 t/m 21): 10-11-2012 t/m 30-03-2013 Hitnotering (week 22): 18-05-2013 Hitnotering (week 23): 01-06-2013 | Hitnotering (week 1 t/m 21): 10-11-2012 t/m 30-03-2013 Hitnotering (week 22): 18-05-2013 Hitnotering (week 23): 01-06-2013 | Hitnotering (week 1 t/m 21): 10-11-2012 t/m 30-03-2013 Hitnotering (week 22): 18-05-2013 Hitnotering (week 23): 01-06-2013 | Hitnotering (week 1 t/m 21): 10-11-2012 t/m 30-03-2013 Hitnotering (week 22): 18-05-2013 Hitnotering (week 23): 01-06-2013 | Hitnotering (week 1 t/m 21): 10-11-2012 t/m 30-03-2013 Hitnotering (week 22): 18-05-2013 Hitnotering (week 23): 01-06-2013 |
| Week: | 1 | 2 | 3 | 4 | 5 | 6 | 7 | 8 | 9 | 10 | 11 | 12 | 13 |
| --- | --- | --- | --- | --- | --- | --- | --- | --- | --- | --- | --- | --- | --- |
| Positie: | 1 | 2 | 5 | 5 | 6 | 8 | 8 | 10 | 23 | 24 | 26 | 27 | 31 |
| Week: | 14 | 15 | 16 | 17 | 18 | 19 | 20 | 21 | | 22 | | 23 | |
| Positie: | 18 | 23 | 41 | 51 | 56 | 69 | 90 | 93 | uit | 99 | uit | 76 | uit |

### VlaamseUltratop 200Albums
| Hitnotering: 10-11-2012 t/m 01-06-2013 | Hitnotering: 10-11-2012 t/m 01-06-2013 | Hitnotering: 10-11-2012 t/m 01-06-2013 | Hitnotering: 10-11-2012 t/m 01-06-2013 | Hitnotering: 10-11-2012 t/m 01-06-2013 | Hitnotering: 10-11-2012 t/m 01-06-2013 | Hitnotering: 10-11-2012 t/m 01-06-2013 | Hitnotering: 10-11-2012 t/m 01-06-2013 | Hitnotering: 10-11-2012 t/m 01-06-2013 | Hitnotering: 10-11-2012 t/m 01-06-2013 | Hitnotering: 10-11-2012 t/m 01-06-2013 | Hitnotering: 10-11-2012 t/m 01-06-2013 | Hitnotering: 10-11-2012 t/m 01-06-2013 | Hitnotering: 10-11-2012 t/m 01-06-2013 | Hitnotering: 10-11-2012 t/m 01-06-2013 | Hitnotering: 10-11-2012 t/m 01-06-2013 | Hitnotering: 10-11-2012 t/m 01-06-2013 |
| Week:                                  | 1                                      | 2                                      | 3                                      | 4                                      | 5                                      | 6                                      | 7                                      | 8                                      | 9                                      | 10                                     | 11                                     | 12                                     | 13                                     | 14                                     | 15                                     | 16                                     |
| -------------------------------------- | -------------------------------------- | -------------------------------------- | -------------------------------------- | -------------------------------------- | -------------------------------------- | -------------------------------------- | -------------------------------------- | -------------------------------------- | -------------------------------------- | -------------------------------------- | -------------------------------------- | -------------------------------------- | -------------------------------------- | -------------------------------------- | -------------------------------------- | -------------------------------------- |
| Positie:                               | 16                                     | 8                                      | 19                                     | 23                                     | 18                                     | 25                                     | 28                                     | 26                                     | 35                                     | 55                                     | 52                                     | 52                                     | 74                                     | 36                                     | 32                                     | 40                                     |
| Week:                                  | 17                                     | 18                                     | 19                                     | 20                                     | 21                                     | 22                                     | 23                                     | 24                                     | 25                                     | 26                                     | 27                                     | 28                                     | 29                                     | 30                                     |                                        |                                        |
| Positie:                               | 59                                     | 112                                    | 99                                     | 88                                     | 120                                    | 140                                    | 116                                    | 79                                     | 87                                     | 112                                    | 113                                    | 90                                     | 121                                    | 163                                    | uit                                    |                                        |